# لويس باروسو
لويس باروسو (بالبرتغالية: Luís Barroso‏) هو عداء سريع برتغالي، ولد في 27 يناير 1966 في باجة في البرتغال.

## وصلات خارجية
- لويس باروسو على موقع الاتحاد الدولي لألعاب القوى (الإنجليزية)
- لويس باروسو على موقع الاتحاد الأوروبي لألعاب القوى (الإنجليزية)
- لويس باروسو على موقع اللجنة الأولمبية الدولية (الإنجليزية)
- لويس باروسو على موقع أوليمبيديا (الإنجليزية)